# كيتاتسو كوجيما
كيتاتسو كوجيما (باليابانية: 小島 圭巽) (مواليد 21 يونيو 2001) هو لاعب كرة قدم ياباني.

## وصلات خارجية
- كيتاتسو كوجيما على موقع رابطة كرة القدم اليابانية للمحترفين (اليابانية)
- كيتاتسو كوجيما على موقع Soccerway.com (الإنجليزية)
- كيتاتسو كوجيما على موقع عالم كرة القدم.نت (الإنجليزية)